# Nabucodonosor al II-lea
Nabucodonosor al II-lea(în limba akkadiană: 𒀭𒀝𒆪𒁺𒌨𒊑𒋀 Nabû-kudurrī-uṣur, în traducere:„Nabu, apără-mi fiul cel mare!” ,în aramaică: ܢܵܒܘܼ ܟܘܼܕܘܼܪܝܼ ܐܘܼܨܘܼܪ ; în limba ebraică: נבוכדנאצר (Nevukhadnetzar; în greacă: Ναβουχοδονόσωρ (Nabuhodonósor) n.circa 630 î.Hr - 562 î.Hr.) a fost al doilea și cel mai însemnat rege neo-babilonian care a domnit între anii 605–562 î.Hr. și un personaj biblic,renumit pentru rolul jucat în istoria poporului evreu în antichitate. El era fiul regelui de origine caldeeană Nabopolassar care a fondat Imperiul Neo-Babilonian sau Caldeean. Numele i-a fost dat, poate, după bunicul său,care a fost guvernator la Uruk, sau după regele Nabucodonosor I (1125 î.Hr. - 1103 î.Hr). El s-a distins ca general, încă în timpul domniei tatălui său, când a condus oști ale coaliției medo-babiloniene în cucerirea Asiriei.În Bătălia de la Karkemiș în 605 î.Hr. Nabucodonosor a avut o victorie zdrobitoare asupra armatei egiptene conduse de faraonul Necho al II-lea și a asigurat poziția Imperiului Neo-Babilonian ca succesor al Imperiului Neo-Asirian ca putere dominantă în Asia de Vest antică. La scurt timp după această victorie, a murit Nabopolassar și Nabucodonosor a devenit rege. Politica sa a fost mai pașnică decât cea a tatălui său , dar s-a confruntat cu egiptenii în 601 î.e.n când a fost biruit și, iarăși, in 568/567 î.Hr.  El a cucerit în 598 î.Hr. Ierusalimul, capitala Iudeii, care era aliată cu Egiptul, iar ulterior, în urma unei revolte locale, în 587 î.Hr după un asediu de 18 luni a recucerit Ierusalimul , a distrus Templul evreilor, palatul regal și zidurile de apărare ale orașului. Mulți evrei au fost deportați în Babilon, eveniment relatat în Biblie.În 574 î.Hr, după un asediu de 13 ani și Tirul a căzut în mâinile babilonienilor. Nabucodonosor s-a distins prin marile construcții la Babilon și în alte orașe ale regatului. A ridicat numeroase temple, între care Esagila și Etemenanki din Babilon, a înfrumusețat palatele si centrul ceremonial al orasului, renovând Calea Procesiunilor și Poarta Iștar. Este creditat drept constructorul grădinilor suspendate ale Semiramidei care nu au dăinuit. Majoritatea inscripțiilor regale din vremea sa amintesc mai mult clădirile pe care le-a ctitorit decât războaiele pe care le-a purtat. În timpul său Babilonul a devenit cel mai strălucit oraș al Orientului. 
A domnit 43 ani, cel mai mult dintre regii Imperiului Neo-Babilonian, si spre sfârșitul vieții a fost unul din cei mai puternici stăpânitori din lume.
Nabucodonosor al II-lea a fost căsătorit cu prințesa medă Amytis din Media. 

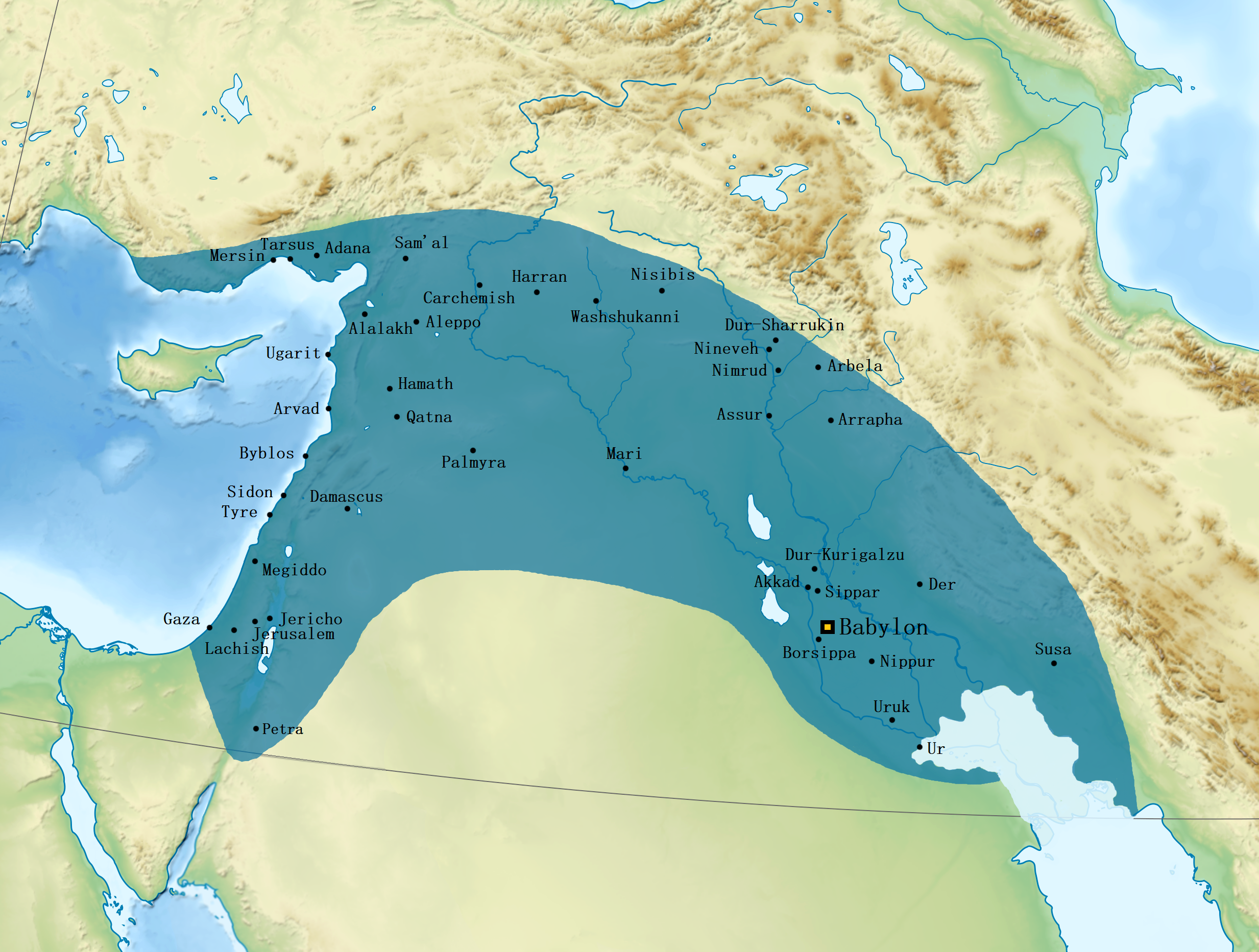
Imperiul Neo-Babilonian în timpul domniei lui Nabucodonosor al II-lea

## Izvoare
Există foarte puține izvoare în scriere cuneiformă care se referă la perioada dintre 594 î.Hr și 557 î.Hr, care a cuprins o bună parte din domnia lui Nabocodonosor al II-lea și cea a celor trei succesori imediati ai săi: Amel-Marduk, Neriglissar și Labashi-Marduk

Aceasta lipsă de izvoare a avut ca efect cantitatea restrânsă de date despre Nabucodonosor al II-lea, în comparație cu alți regi neo-babilonieni, în ciuda faptului că el avut cea mai lungă domnie dintre toți. 
Deși s-au descoperit un număr de izvoare cuneiforme, mai cu seamă, așa numita Cronică Babiloniană, care confirmă unele evenimente din cursul domniei sale, ca de exemplu conflictele cu Regatul Iuda, alte evenimente precum distrugerea in 587 î.Hr a Templului lui Solomon din Ierusalim și alte campanii militare pe care, probabil, le-a condus, nu sunt menționate în niciun document cuneiform cunoscut. 
Ca urmare, reconstrucția evenimentelor acestei perioade se bazează, în general, în afara unor tăblițe de contracte din Babilonia,  pe izvoare secundare ebraice, grecești și latine,  . Deși uzul unor surse scrise de autori târzii, multe dintre ele create câteva secole după vremea lui Nabucodonosor, și reflectând, adesea, propriile atitudini culturale față de evenimentele și figurile discutate, prezintă probleme, despărțind cu greu istoria de tradiție,  totuși ele reprezintă unica cale de acces posibilă către o perspectivă asupra domniei lui Nabucodonosor. 

## Contextul

### Numele

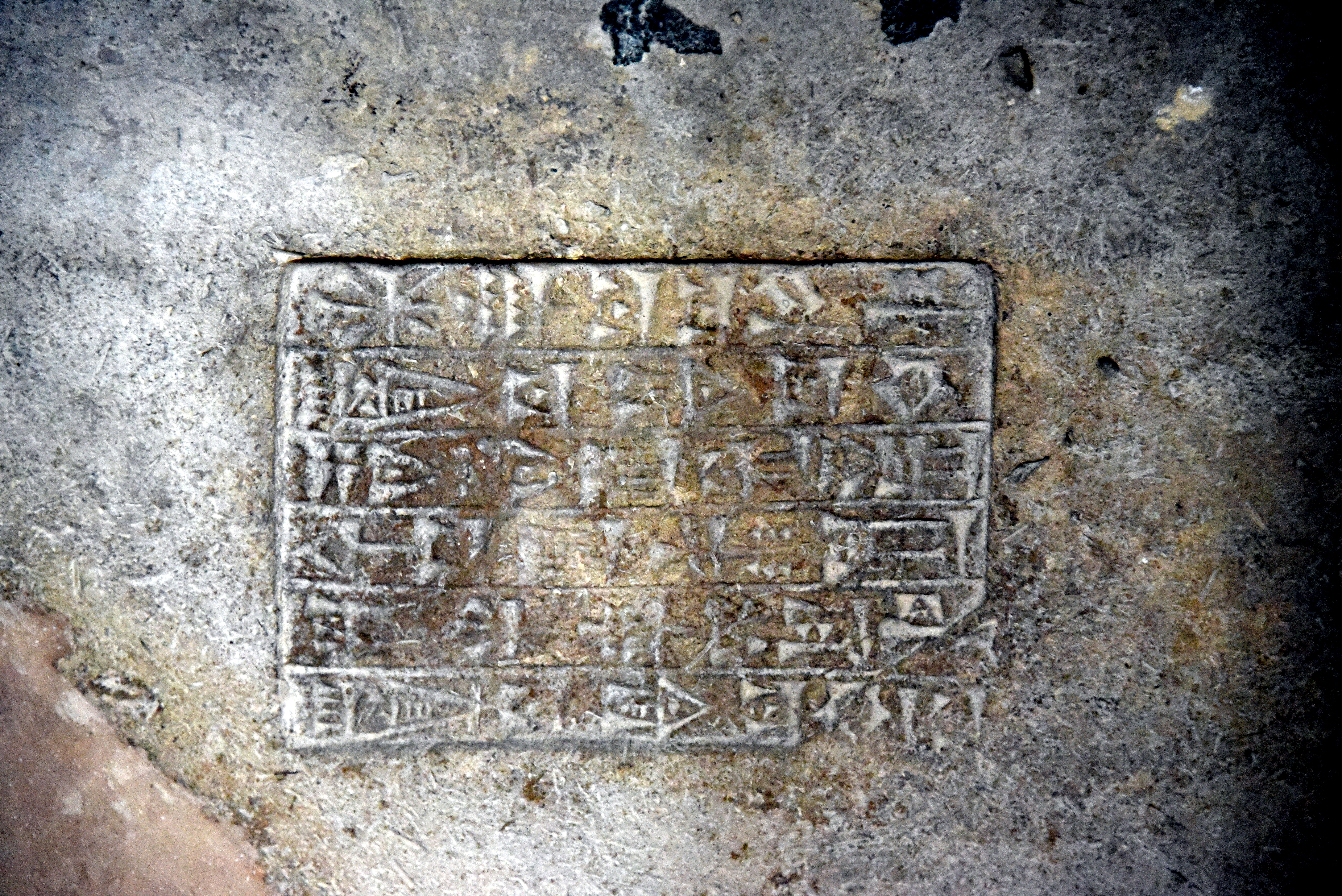
Detaliu. Cărămidă de lut arsă, pecetluită.Inscripția cuneiformă pecetluită menționează numele și titlurile lui Nabucodonosor al II-lea. Babilon, Irak, Muzeul Britanic

Numele regelui în limba akkadiană era Nabû-kudurri-uṣur  care înseamnă Nabu, apără-mi fiul cel mare (moștenitorul)
 În trecut acest nume a fost adesea interpretat ca însemnând „Nabu, apără-mi frontiera”, deoarece kudurru poate însemna și „frontieră” sau „linie”. Istoricii moderni sprijină interpretarea „moștenitor” în cadrul acestui nume. Se exclude posibilitatea de a fi fost ales un nume  dinadins ambiguu .
În limba română, în Biblia Ortodoxă, s-a încetățenit, , numele în varianta lui grecească, Ναβουχοδονόσορ, după Septuaginta.
În originalul ebraic al Bibliei, numele regelui a devenit  נְבוּכַדְנֶאצַּר Nevukhadnetzar, traducerea engleza optand pentru o forma apropriată de aceasta Nebuchadnezzar. Unii cercetători, precum Donald Wiseman s-a pronunțat pentru forma Nebuchadrezzar, cu r în loc de n interior

## Primii ani
Nabucodonosor  a fost fiul cel mai mare al regelui Nabopolassar, fondatorul imperiului neo-babilonian, numit „caldeean” în Biblie. El l-a sprijinit pe tatăl sau în mai multe campanii militare și în 606 î.e.n. a condus o armată care a distrus  armata egipteană la Karkemiș. În urma acestei victorii Nabucodonosor al II-lea a asigurat controlul babilonean asupra Siriei.

## Campaniile militare
Nabucodonosor a urcat pe tron după moartea tatălui său în 605 i.Hr. În scurt timp a pornit o nouă campanie militară pentru expansiunea imperiului. Inițial, a vrut să-și extindă imperiul în est, dar a fost învins de sciți. Atunci, s-a hotărât să-și se îndrepte spre vest, cucerind state mici, precum cele arameice din Siria, Iudeea și Fenicia. Și-a continuat cuceririle militare până în 600 î.e.n., când a pierdut o bătălie împotriva Egiptului. Profitând de dezordinea Babilonului, Iudeea și o serie de alte state s-au revoltat.
Nabucodonosor a avut nevoie de doi ani pentru a regrupa și a reorganiza armata, astfel, între luna martie a anului 598 î.e.n. și 597 î.e.n., a ocupat Ierusalimul, pentru ca în anul 586 î.e.n. să ia în captivitate o parte din evrei. El și-a continuat campaniile militare pentru restul domniei sale, în Mediterana de Est, Asia Mică și Orientul Mijlociu.
În 571 î.e.n., după un lung asediu, babilonienii aflați la comanda sa au cucerit cetatea Tir din Fenicia.

## Diplomația
Nu doar că a fost un despot militar, dar a activat și diplomatic. A trimis și primit ambasadori din regatele vecine. El este cunoscut pentru că a trimis un ambasador să medieze un conflict între mezii și lidienii din Asia Mică. Se spune că pentru a asigura pacea dintre babilonieni și mezi (care l-au sprijinit pe tatăl sau să conducă revolta împotriva asirienilor), s-a căsătorit cu prințesa mediană Amytis, ba chiar a fortificat și orașele cucerite, ca Damascul.

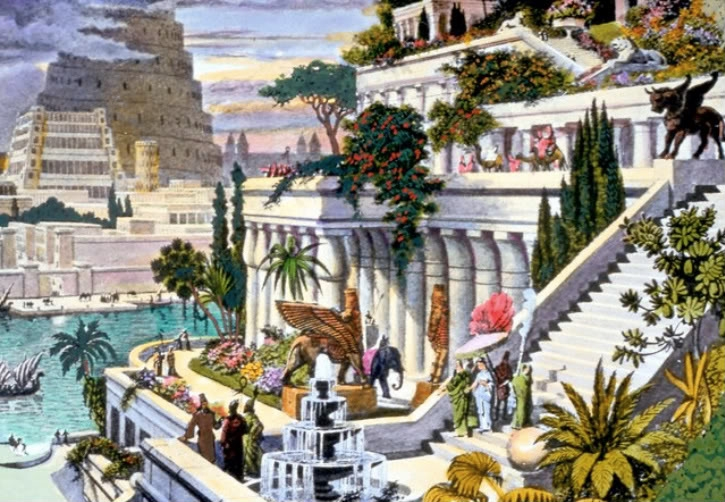
Grădinile suspendate, gravură din secolul al XVI-lea

## Politicile interne
Când nu se afla în campanie, Nabucodonosor a petrecut o mare parte a domniei sale refăcând Babilonul și îmbunătățindu-i fortificațiile. El este cunoscut pentru reconstruirea mai multor temple, drumuri pavate, canale tăiate, dar și a unui șanț și unui zid în jurul orașului. El este, de asemenea, cunoscut pentru construirea Grădinilor Suspendate din Babilon, pe care, conform legendei, le-a construit pentru a-și înveseli soția, căreia îi era dor de priveliștile de acasă.

## Locul în istorie
În ciuda distrugerii Ierusalimului și a deportării evreilor, Nabucodonosor apare într-o lumină favorabilă, în cea mai mare parte din Biblie. Despre el, autorii Cărții lui Daniel credeau că l-a protejat pe profetul evreu Daniel; proorocul Ieremia crede că Nabucodonosor a fost instrumentul răzbunării lui Dumnezeu împotriva evreilor care au păcătuit înainte.
Nabucodonosor al II-lea a murit în Babilon în 562 î.Hr.. El este amintit ca un lider militar de succes, care a extins dimensiunea imperiului său și care l-a consolidat și a îmbunătățit capitala imperiului, Babilonul. Prin toate acestea, și-a câștigat titlul de „Nebucadnețar cel Mare”.

## Daniel și Nabucodonosor
Conform Bibliei, după ce a cucerit Ierusalimul, i-a deportat pe evrei și l-a capturat pe regele Iudeei, Ioachim, împăratul babilonian a dat poruncă să-i fie aduși vreo câțiva dintre copiii lui Israel de neam împărătesc și de viță boierească, niște tineri fără vreun cusur trupesc, frumoși la chip, înzestrați cu înțelepciune în orice ramură a științei, cu minte ageră și pricepere, în stare să slujească în casa împăratului și pe care să-i învețe scrierea și limba caldeilor. Printre ei erau Daniel, Hanania, Mișael și Azaria. Lui Daniel i-a pus numele Beltșațar, lui Hanania Șadrac, lui Misael Meșac, și lui Azaria Abed-Nego. Cei patru au refuzat bucatele și vinul oferite de împărat, preferând să mănânce numai zarzavaturi și apă și după 10 zile, fiind comparați cu ceilalți tineri, erau „mai bine la față și mai grași decât toți tinerii care mâncau din bucatele împăratului”.

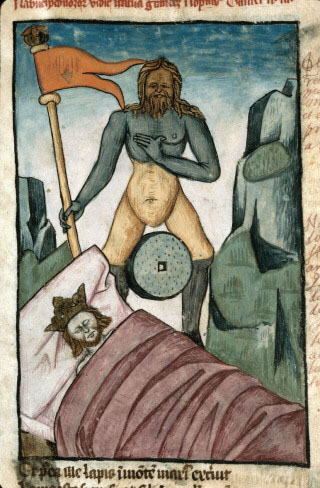
Statuia din visul lui Nabucodonosor

Se povestește că într-o noapte, regele Babilonului, Nabucodonosor, a avut un vis ce l-a îngrozit așa de tare încât nu a mai putut să doarmă până dimineață. A doua zi a cerut tuturor înțeleptilor din Babilon să ghicească ce a visat și apoi să-i interpreteze visul. Fiind imposibil, regele a pus ca toți intelepții Babilonului să fie executați. Numai că Daniel s-a dus la curtea regelui și, cu ajutorul lui Dumnezeu, a reușit nu doar să și ghicească, ci să și interpreteze visul. Regele ar fi visat o statuie cu cap de aur, pieptul și brațele de argint, pântecele și coapsele de aramă, pulpele de fier, iar picioarele o parte de fier și o parte de lut, care a fost lovit de o piatră căzută din cer. Daniel a interpretat aceea statuie ca fiind istoria imperiilor:

Împăratul Nabocodonosor al II-lea a făcut un idol cu chip de aur, înalt de 60 de coți și lat de 6 coți, l-a sfințit și a poruncit ca toate căpeteniile (dregători, cârmuitori, judecători, legiuitori, vistiernici, căpetenii de oști) să se închine acestui chip la semnalul dat de trâmbițe și celelalte instrumente muzicale. Cine nu făcea asta urma a fi aruncat în mijlocul unui cuptor aprins. Cei trei prieteni ai lui Daniel au refuzat să venereze idolul și au fost aruncați în cuptorul aprins, dar au fost salvați de la incinerare de către un înger.

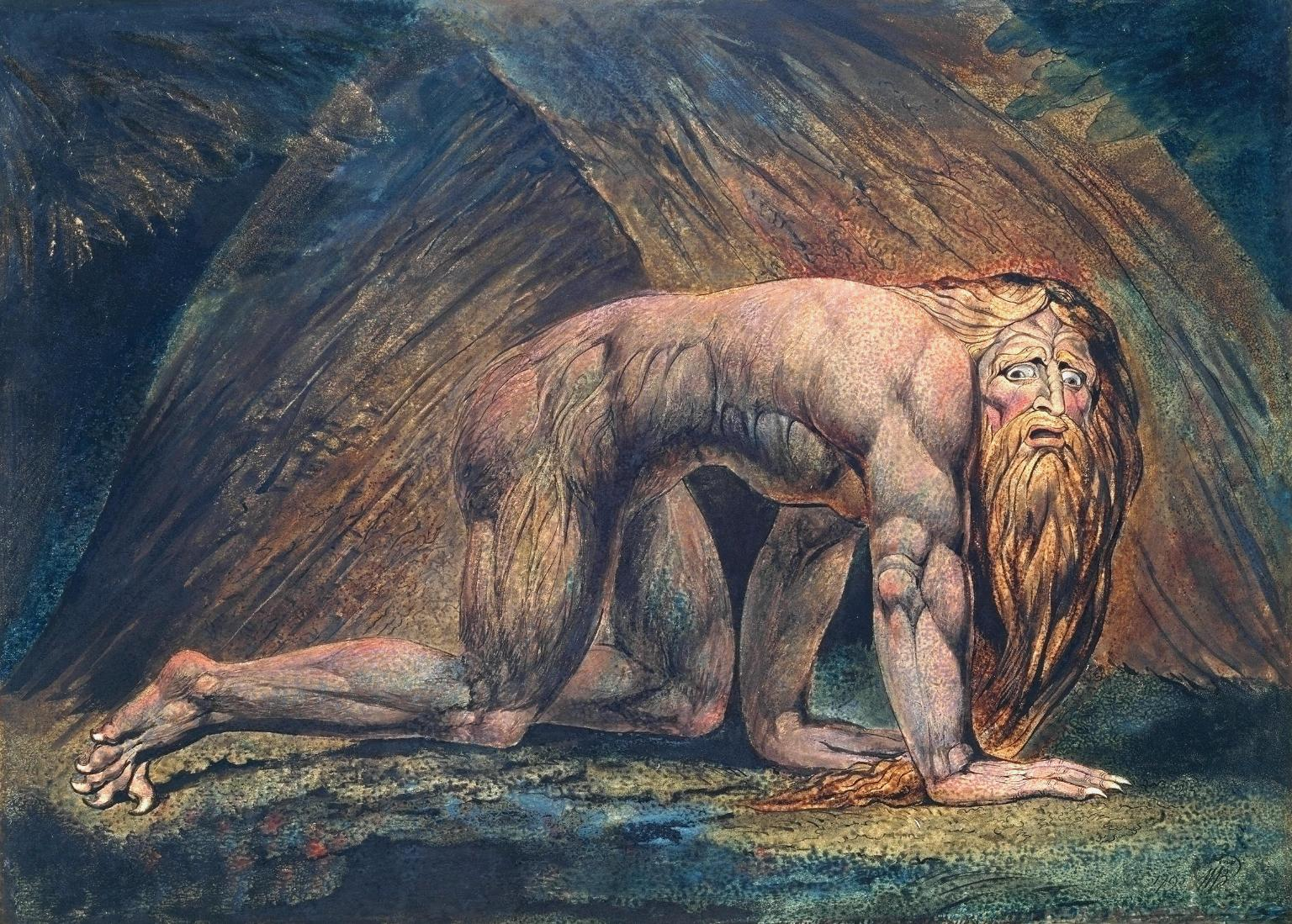
„Nabucodonosor”, de William Blake

Împaratul a avut un al doilea vis cu un copac măreț care a fost doborât de către un înger. Daniel a interpretat visul: era vorba de ceea ce se întâmplă cu un copac care-l simboliza pe însuși împăratul și ceea ce urma să se petreacă cu el în următorii șapte ani. Daniel îl îndeamnă să se pocăiască pentru a nu împlini toate acestea, însă el refuză. Peste un an, când se plimba pe acoperișul casei sale, are un moment de trufie în care își arogă toate meritele pentru puterea și strălucirea de care se bucură. El a fost îndepărtat de pe tron și a fost izgonit din mijlocul oamenilor, inima i s-a făcut ca a fiarelor, a locuit la un loc cu măgarii sălbatici, i s-a dat să mănânce iarbă ca la boi, trupul i-a fost udat de roua cerului, i-a crescut părul ca penele vulturului și i-au crescut unghiile ca ghearele păsărilor; șapte ani au trecut peste el, până când a recunoscut că Dumnezeu este cel care trăiește și are stăpânire veșnică peste oastea cerurilor și împărăția oamenilor și o dă pe aceasta cui vrea; și atunci a fost reașezat în scaunul de domnie și puterea sa a crescut. Nebucadnețar îl laudă și-l slăvește pe Dumnezeu.

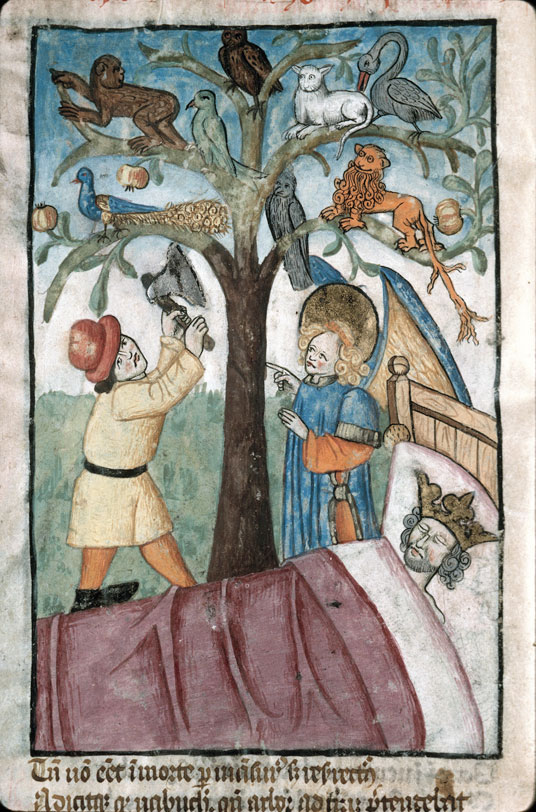
Copacul din cel de-al doilea vis al regelui Nabucodonosor

Asta e ce afirmă Biblia. Convertirea lui Nabucodonosor la iudaism este un eveniment imaginar. Perioada sa de nebunie este, de asemenea, fictivă, istoricii atribuind-o unor zvonuri referitoare la șederea lui Nabonid la Teima, care au fost aplicate ulterior lui Nabucodonosor printr-o confuzie. Mai multe detalii din Cartea lui Daniel nu se potrivesc cu faptele istorice cunoscute. Acest lucru este tipic pentru genul literar al povestirii, în care potrivirea cu realitatea istorică nu este un element esențial. De exemplu, Belșațar este prezentat drept rege al Babilonului și drept fiu al lui Nabucodonosor al II-lea, dar era de fapt fiul regelui Nabonid, unul din cei care i-au urmat la tron lui Nabucodonosor, iar Belșațar nu a devenit rege niciodată. Cercetătorii moderni sunt de acord că Daniel este un personaj al unei legende, fiind posibil ca numele său să fi fost ales pentru eroul cărții tocmai din cauza reputației sale de văzător înțelept din tradiția ebraică.

## Înrobirea evreilor
Cert e că deportarea evreilor și distrugerea Ierusalimului au fost dovedite istoric la scurt timp după cel de-al doilea război mondial, când asiriologul Donald J. Wiseman, pe vremea când era custode la Muzeul Britanic, a făcut o descoperire remarcabilă: a găsit prima tăbliță a Cronicii babiloniene între peste 80 000 de tăblițe și fragmente din colecția muzeului. Aceasta avea înscris următorul text: „În anul al șaptelea, în luna Kislev, regele babilonian (…) a mărșăluit în țara Hatti (Siria), a asediat cetatea lui Iuda (adică Ierusalimul) și, în ziua a doua a lunii Adar, a cucerit cetatea și l-a capturat pe rege.” Această dată corespunde cu 16 martie 597 î.Hr.. Biblia ne spune că nu numai Iehonia a fost luat prizonier, ci și regina-mamă, liderii militari și religioși și meșteșugarii. În total 10 000 de persoane au fost deportate în Babilon.

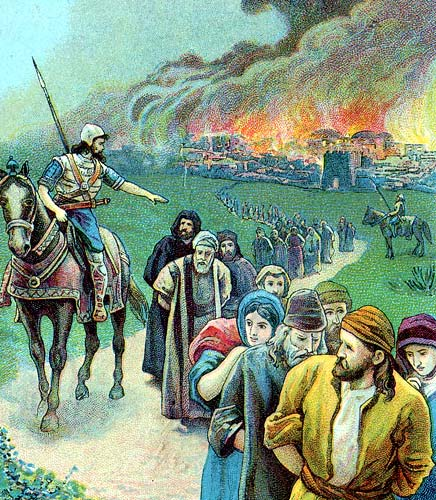
Inrobirea evreilor

## Nabucodonosor al II-lea în media artistică

### Muzică
- 1704 -  OperaNebukadnezar de Reinhard Keiser (1704).
- 1842 - Opera Nabucco de Giuseppe Verdi (1842) pe libretul lui Temistocle Solera, jucată în premieră la La Scala din Milano.

Corul sclavilor evrei „Va, pensiero” a devenit un imn al mișcării Risorgimento pentru eliberarea Italiei și a fost propus odată ca imn al Italiei. În secolul al XXI-lea a devenit un fel de imn neoficial al partidului secesionist italian Liga Nordului și al regiunii Padania.

### Arte plastice
- 1795 William Blake a început să lucreze la gravura „Nebuchadnezzar”, inspirată de povestea biblică a nebuniei lui Nabucodonosor

### Filme
- 1922 -  Nabucodonosor este unul din personajele filmului mut german   „Jeremias”, regizat de Eugen Illés Rolul regelui Babilonului a fost jucat de Theodor Becker.
- 1999  -  Nava în care s-a urcat echipajul lui Morpheus in filmul Matrix se numea Nebuchadnezzar, numele în engleză al lui Nabucodonosor.
- 2013 - Apare ca personaj în episodul 5 al miniserialului de televiziune american The Bible.

### Literatură
- Nabuchodinosaure este o bandă desenată al cărui protagonist este un dinozaur cu acest nume.
- Nabuchodonosor este unul din personajele pisici ale  romanului Demain les chats (Mâine pisicile) de Bernard Werber.

### Teatru
- 1673-1674 - «О Навуходоносоре царе, о теле злате и о триех отроцех, в пещи не сожжённых» (1673—1674 гг.) (Despre împăratul Nabucodonosor, corpul de aur și cei trei băieți care nu au ars în cuptor) — piesa lui Simeon Potoțki scrisă pentru țarul Aleksei Mihailovici pe motivul poveștii duhovnicești ruse a Jocului lui Daniil.